# Лођиг (Муреш)
Лођиг (рум. Logig) насеље је у Румунији у округу Муреш у општини Лунка. Oпштина се налази на надморској висини од 422 m.

## Становништво
Према подацима из 2002. године у насељу је живело 466 становника.

### Попис2002.
| Расподела становништва по националности 2002.‍ | Расподела становништва по националности 2002.‍ | Расподела становништва по националности 2002.‍ | Расподела становништва по националности 2002.‍ | Расподела становништва по националности 2002.‍ |
| --------------------------------------------- | --------------------------------------------- | --------------------------------------------- | --------------------------------------------- | --------------------------------------------- |
|                                               |                                               |                                               |                                               |                                               |
| Румуни                                        | Румуни                                        |                                               | 372                                           | 79,8%                                         |
| Мађари                                        | Мађари                                        |                                               | 57                                            | 12,2%                                         |
| Немци                                         | Немци                                         |                                               | 37                                            | 7,9%                                          |